# Ла-Рошель
Ла-Роше́ль (фр. La Rochelle) — місто та муніципалітет у Франції, у регіоні Нова Аквітанія, адміністративний центр департаменту Приморська Шаранта. Населення — 78 535 осіб (01.01.2021).

## Географія
Ла-Рошель є столицею департаменту Приморська Шаранта і важливим торговим центром на атлантичному узбережжі Франції. Муніципалітет розташований на відстані близько 400 км на південний захід від Парижа, 125 км на захід від Пуатьє. У Ла-Рошелі проживають 77 тисяч жителів.

### Клімат
| Клімат Ла Рошель                           | Клімат Ла Рошель | Клімат Ла Рошель | Клімат Ла Рошель | Клімат Ла Рошель | Клімат Ла Рошель | Клімат Ла Рошель | Клімат Ла Рошель | Клімат Ла Рошель | Клімат Ла Рошель | Клімат Ла Рошель | Клімат Ла Рошель | Клімат Ла Рошель | Клімат Ла Рошель |
| Показник                                   | Січ.             | Лют.             | Бер.             | Квіт.            | Трав.            | Черв.            | Лип.             | Серп.            | Вер.             | Жовт.            | Лист.            | Груд.            | Рік              |
| Абсолютний максимум, °C                    | 16,3             | 21,2             | 25,0             | 29,1             | 33,6             | 40,5             | 39,0             | 38,2             | 34,6             | 30,1             | 22,2             | 18,7             | 40,5             |
| Середній максимум, °C                      | 9,1              | 10,2             | 13,0             | 15,5             | 19,1             | 22,3             | 24,4             | 24,5             | 22,1             | 18,1             | 13,0             | 9,7              | 16,8             |
| Середня температура, °C                    | 6,6              | 7,1              | 9,6              | 11,8             | 15,4             | 18,5             | 20,5             | 20,5             | 18,1             | 14,7             | 10,0             | 7,1              | 13,4             |
| Середній мінімум, °C                       | 4,0              | 4,1              | 6,3              | 8,1              | 11,7             | 14,6             | 16,7             | 16,5             | 14,0             | 11,3             | 7,1              | 4,5              | 9,9              |
| Абсолютний мінімум, °C                     | −11,5            | −13,6            | −6,6             | −1,2             | 1,9              | 4,9              | 8,1              | 8,8              | 5,4              | −0,4             | −5,4             | −9,5             | −13,6            |
| Середня кількість сонячних годин на місяць | 84,3             | 114,6            | 165,8            | 196,8            | 231,3            | 261,2            | 271,0            | 259,6            | 212,1            | 140,5            | 92,3             | 76,3             | 2105,5           |
| Норма опадів, мм                           | 74.0             | 56.8             | 53.9             | 64.9             | 55.8             | 39.1             | 43.9             | 45.0             | 60.3             | 91.9             | 93.5             | 87.9             | 767.0            |
| Днів з опадами                             | 11,9             | 9,1              | 9,7              | 10,3             | 9,3              | 6,7              | 6,6              | 6,3              | 7,4              | 11,9             | 12,4             | 12,5             | 114,1            |
| Днів зі снігом                             | 1,0              | 0,9              | 0,5              | 0,2              | 0                | 0                | 0                | 0                | 0                | 0                | 0,2              | 0,9              | 3,7              |
| Вологість повітря, %                       | 87               | 84               | 80               | 78               | 79               | 77               | 76               | 77               | 79               | 83               | 86               | 88               | 81.2             |
| ------------------------------------------ | ---------------- | ---------------- | ---------------- | ---------------- | ---------------- | ---------------- | ---------------- | ---------------- | ---------------- | ---------------- | ---------------- | ---------------- | ---------------- |
| Джерело: Météo-France                      |                  |                  |                  |                  |                  |                  |                  |                  |                  |                  |                  |                  |                  |

## Історія
Ла-Рошель була заснована в X столітті . У XII і XIII столітті була важливим містом ордену тамплієрів, які побудували тут великий порт. У Ла-Рошелі досі існує вулиця Тамплієрів. До XV століття Ла-Рошель була найбільшим портом Франції на атлантичному узбережжі. Торгівля велася переважно вином і сіллю . У епоху Відродження Ла-Рошель відкрито прийняла ідеї Реформації і з 1568 року стала центром гугенотів, що принесло місту нетривалий період розквіту і миру. У 1622 році герцог де Гіз знищив флот Ла-Рошелі, що знаходився під командуванням Жана Гітонья.
Після того, як солдати Ла-Рошелі 10 вересня 1627 року вступили в бій проти королівських французьких військ, король Людовик XIII наказав почати облогу Ла-Рошелі, яка закінчилася її взяттям в 1628 році, а також новими переслідуваннями гугенотів, які досягли своєї вищої точки у скасуванні Нантського едикту Людовіком XIV. Багато гугенотів втекло з країни, в 1689 році вони заснували в Північній Америці місто Нью-Рошелл. В епоху колоніалізму Ла-Рошель відігравала важливу роль в торгівлі між Африкою, Північною Америкою і Європою.
Протягом Другої світової війни німці побудували поряд з Ла-Рошеллю бункер для підводних човнів, що зберігся до сьогоднішніх днів. Через сильний опір загарбників, Ла-Рошель стала останнім звільненим містом Франції. Німецький комендант здався лише опівночі 8 травня 1945.

## Визначні місця
- Стара гавань (Vieux Port)
- Вежа Сен-Нікола (1317—1345)
- Вежа «Тур де ла Шен» (14 ст.)
- Вежа «Тур де ла Латерн» (14 ст.)
- Брама Великого годинника (Porte de la Grosse Horloge)
- Отель-де-Віль (мерія міста)
- Отель-де-ла-Бурс з аркадами (будинок біржі, 18 ст.)
- Вулиця Rue du Palais — головна вулиця старого міста.
- Вулиця Rue Chaudrier, Nr. 54 найдавніший ресторан Франції Café de la Paix.
- Будинок Анрі II (1555)
- Вулиця Grande Rue des Merciers: будинки 16 і 17 ст.
- Палац Правосуддя (Palais de Justice) (1789)
- Собор Сен-Луї (Cathedrale St.-Louis)
- Вулиця Rue de Minage (аркади, дуже давні будинки)
- Ринкова площа (Place du Marché): два будинки з 15 і 16 ст.

## Демографія
Динаміка населення (INSEE ):
Розподіл населення за віком та статтю (2006):
| Стать | Всього | До 15 років | 15-24 | 25-44 | 45-64  | 65-85 | Понад 85 |
| --- | ------ | ----------- | ----- | ----- | ------ | ----- | -------- |
| Чоловіки | 35 589 | 5499        | 6883  | 9262  | 8268   | 5118  | 559      |
| Жінки | 41 609 | 5193        | 6794  | 9618  | 10 195 | 8500  | 1309     |
| \| Статево-вікова піраміда \| Статево-вікова піраміда \| Статево-вікова піраміда \| \| ----------------------- \| ----------------------- \| ----------------------- \| \| Чоловіки \| Вік \| Жінки \| \| 559 \| 85 + \| 1309 \| \| 949 \| 80-84 \| 1888 \| \| 1288 \| 75-79 \| 2359 \| \| 1415 \| 70-74 \| 2211 \| \| 1466 \| 65-69 \| 2042 \| \| 1685 \| 60-64 \| 2287 \| \| 2151 \| 55-59 \| 2647 \| \| 2231 \| 50-54 \| 2687 \| \| 2201 \| 45-49 \| 2574 \| \| 2095 \| 40-44 \| 2532 \| \| 2202 \| 35-39 \| 2236 \| \| 2312 \| 30-34 \| 2279 \| \| 2653 \| 25-29 \| 2571 \| \| 3926 \| 20-24 \| 3882 \| \| 2957 \| 15-20 \| 2912 \| \| 1860 \| 10-14 \| 1859 \| \| 1849 \| 5-9 \| 1659 \| \| 1790 \| 0-4 \| 1675 \| |        |             |       |       |        |       |          |
| Статево-вікова піраміда |        |             |       |       |        |       |          |
| Чоловіки | Вік    | Жінки       |       |       |        |       |          |
| 559 | 85 +   | 1309        |       |       |        |       |          |
| 949 | 80-84  | 1888        |       |       |        |       |          |
| 1288 | 75-79  | 2359        |       |       |        |       |          |
| 1415 | 70-74  | 2211        |       |       |        |       |          |
| 1466 | 65-69  | 2042        |       |       |        |       |          |
| 1685 | 60-64  | 2287        |       |       |        |       |          |
| 2151 | 55-59  | 2647        |       |       |        |       |          |
| 2231 | 50-54  | 2687        |       |       |        |       |          |
| 2201 | 45-49  | 2574        |       |       |        |       |          |
| 2095 | 40-44  | 2532        |       |       |        |       |          |
| 2202 | 35-39  | 2236        |       |       |        |       |          |
| 2312 | 30-34  | 2279        |       |       |        |       |          |
| 2653 | 25-29  | 2571        |       |       |        |       |          |
| 3926 | 20-24  | 3882        |       |       |        |       |          |
| 2957 | 15-20  | 2912        |       |       |        |       |          |
| 1860 | 10-14  | 1859        |       |       |        |       |          |
| 1849 | 5-9    | 1659        |       |       |        |       |          |
| 1790 | 0-4    | 1675        |       |       |        |       |          |

## Економіка
2010 року серед 49 345 осіб працездатного віку (15—64 років) 32 007 були активними, 17 338 — неактивними (показник активності 64,9%, у 1999 році було 65,6%). З 32 007 активних мешканців працювали 26 464 особи (13 169 чоловіків та 13 295 жінок), безробітними було 5543 (2791 чоловік та 2752 жінки). Серед 17 338 неактивних 8451 особа була учнем чи студентом, 4352 — пенсіонерами, 4535 були неактивними з інших причин.

У 2010 році в муніципалітеті числилось 36498 оподаткованих домогосподарств, у яких проживали 70862,5 особи, медіана доходів виносила 17 655 євро на одного особоспоживача

## Галерея зображень

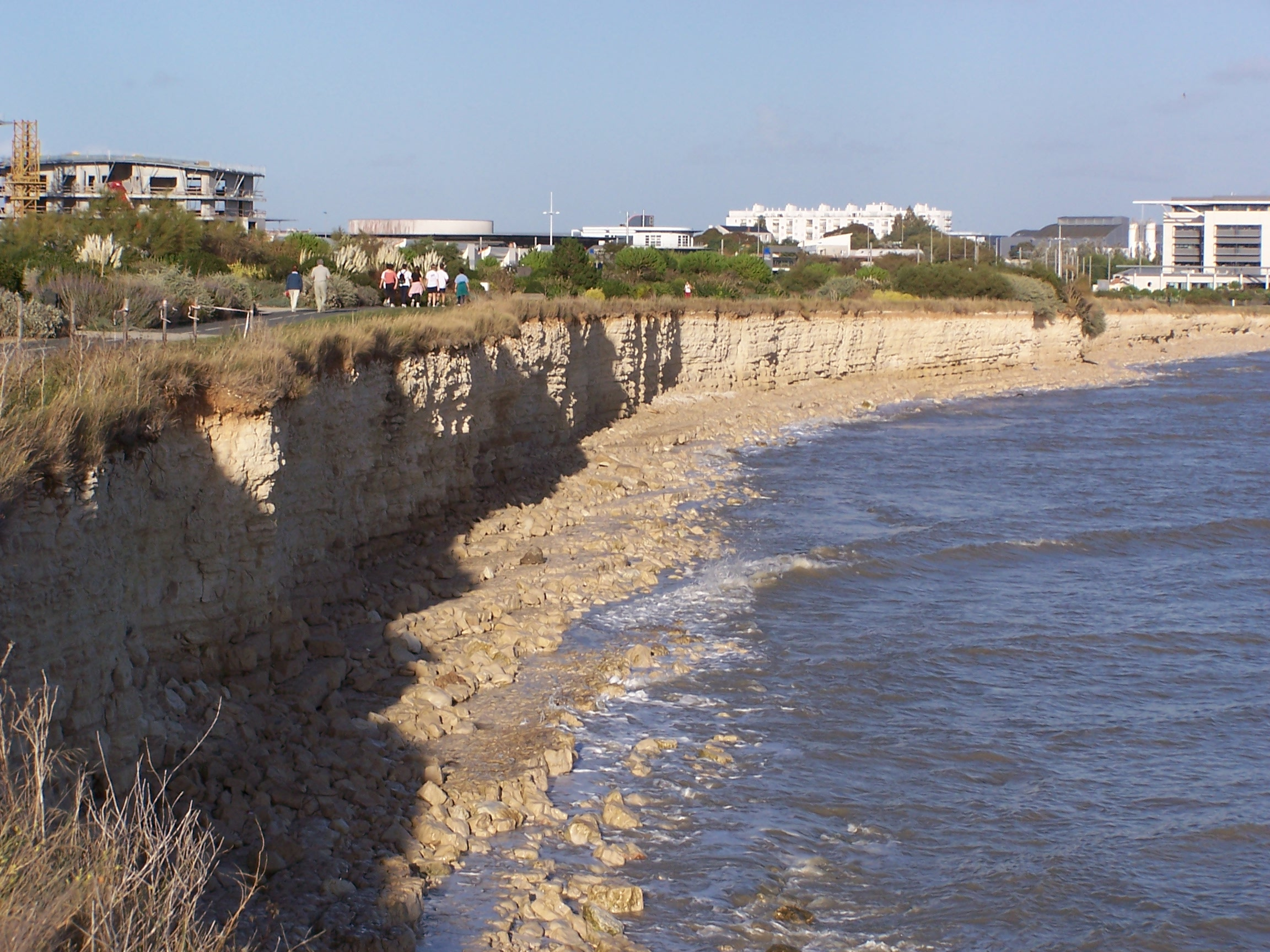
Скелі Ла-Рошелі
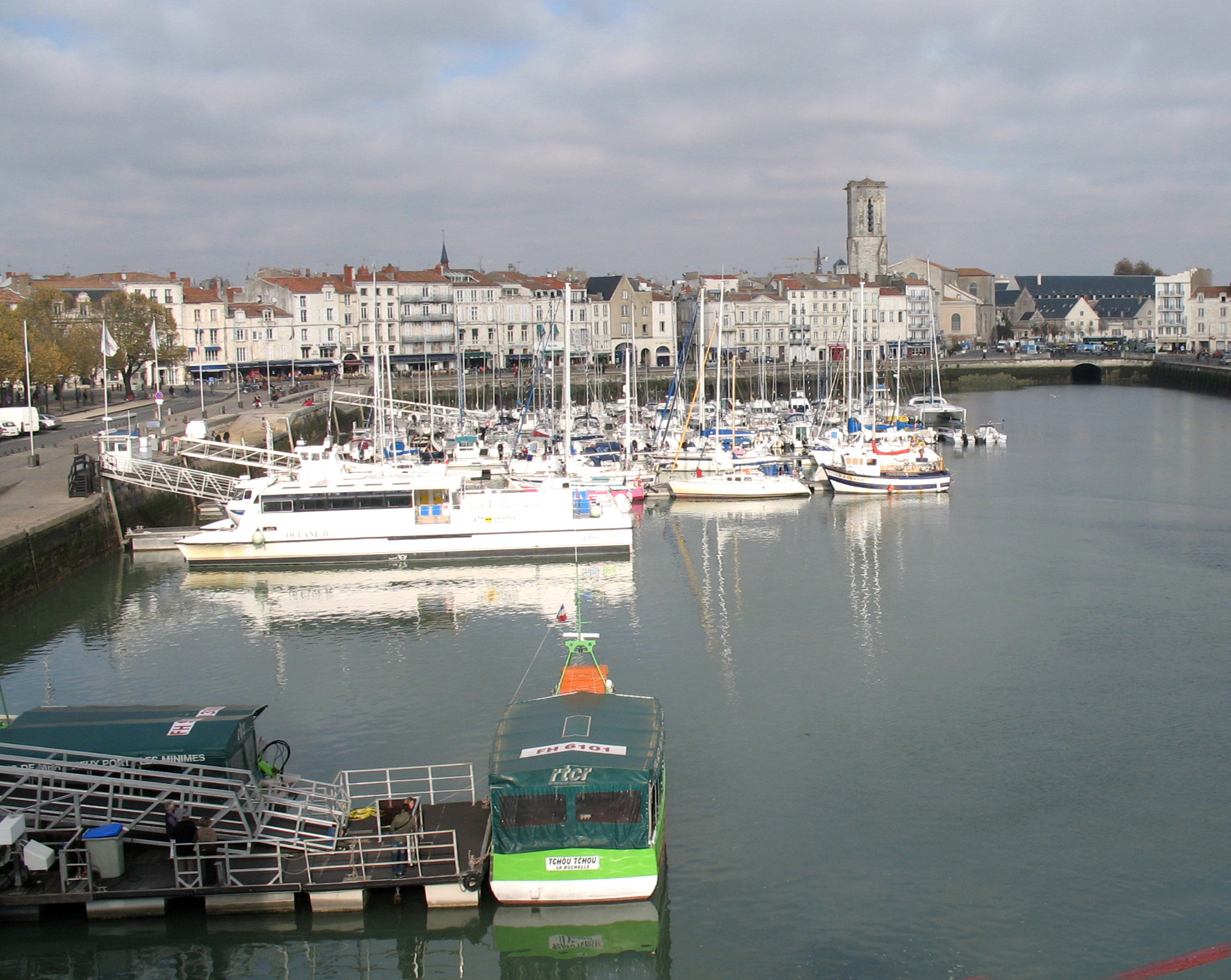
Старий порт і канал Маран.
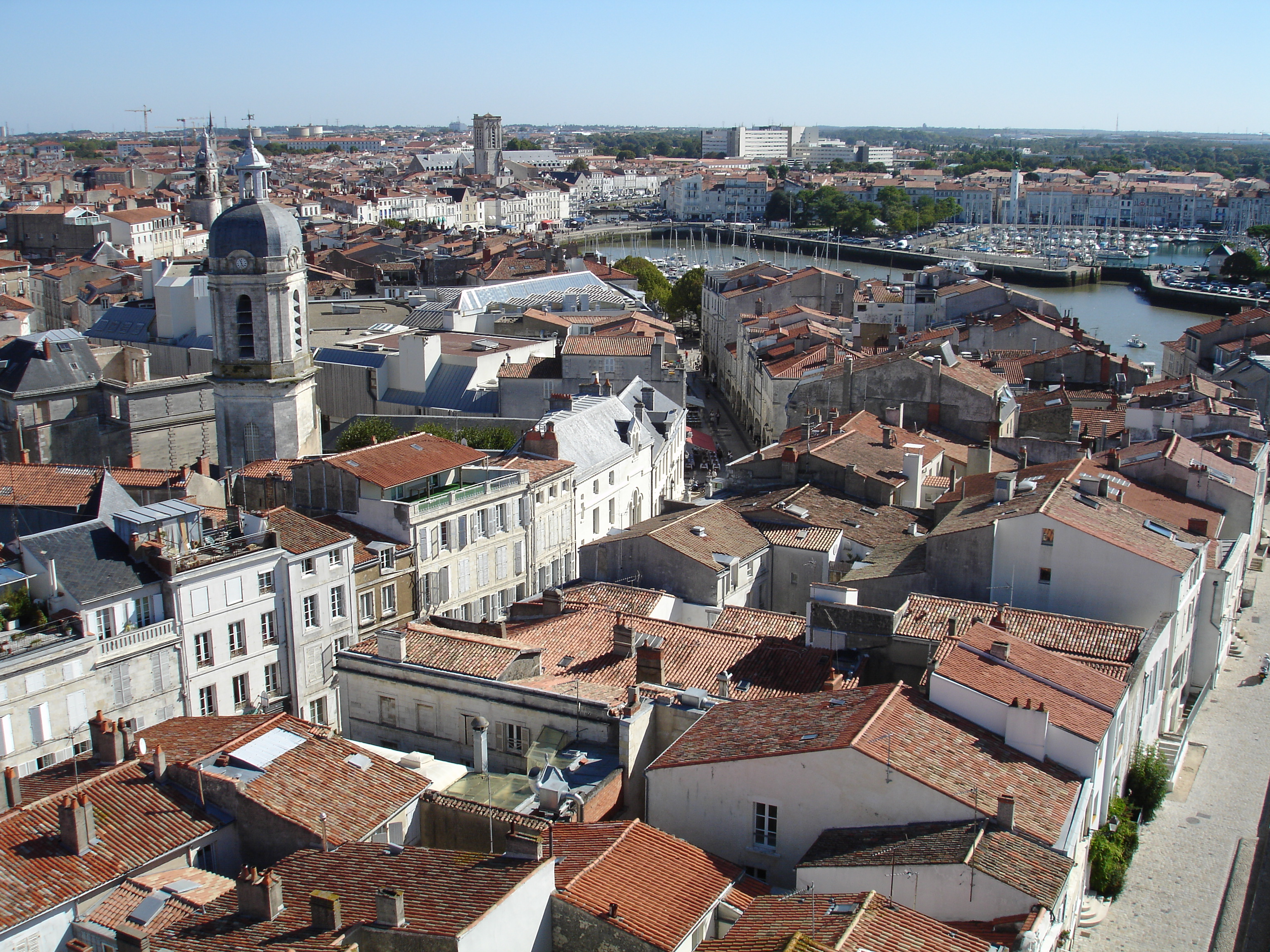
Старий порт.
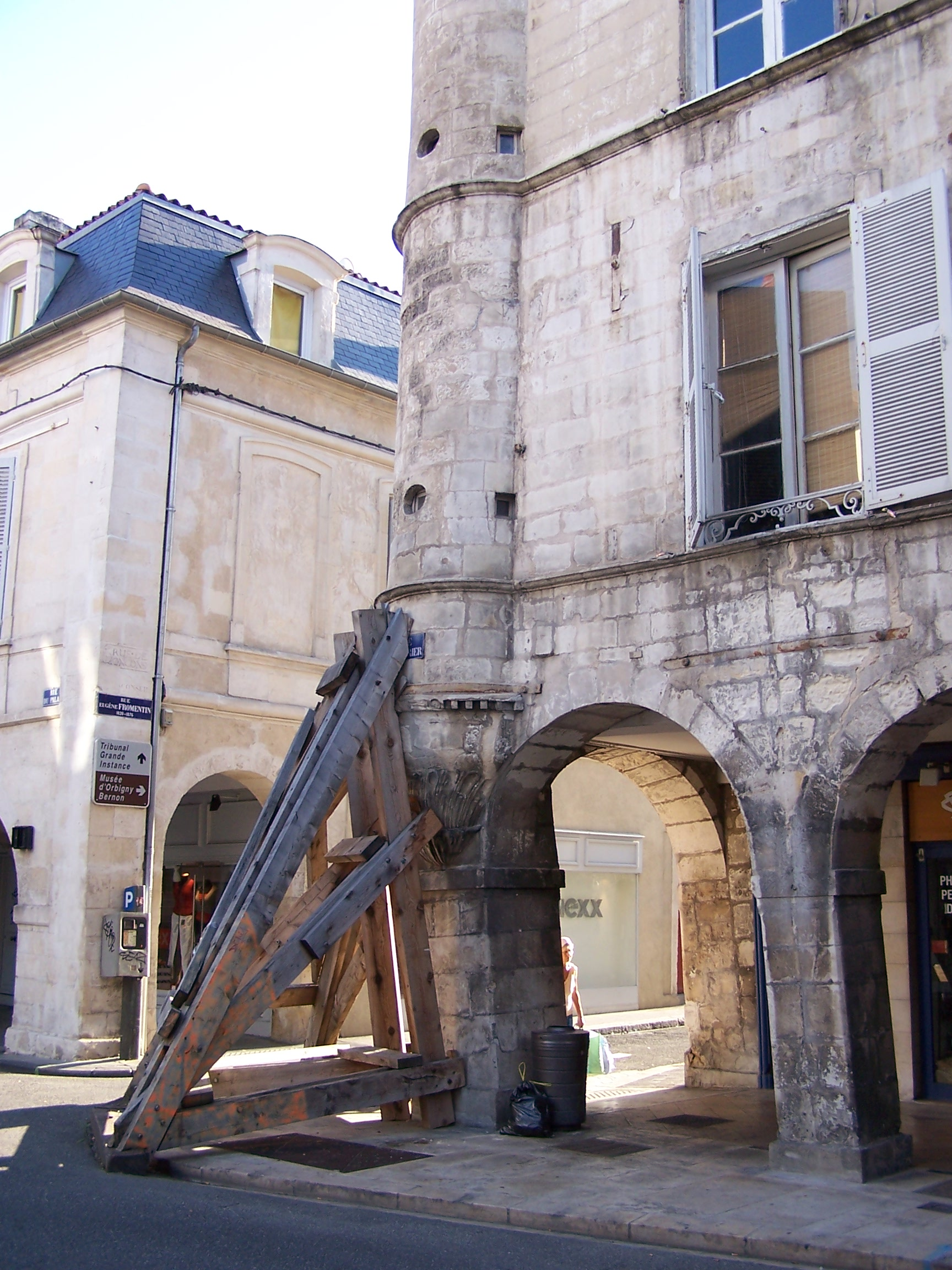
Аркади
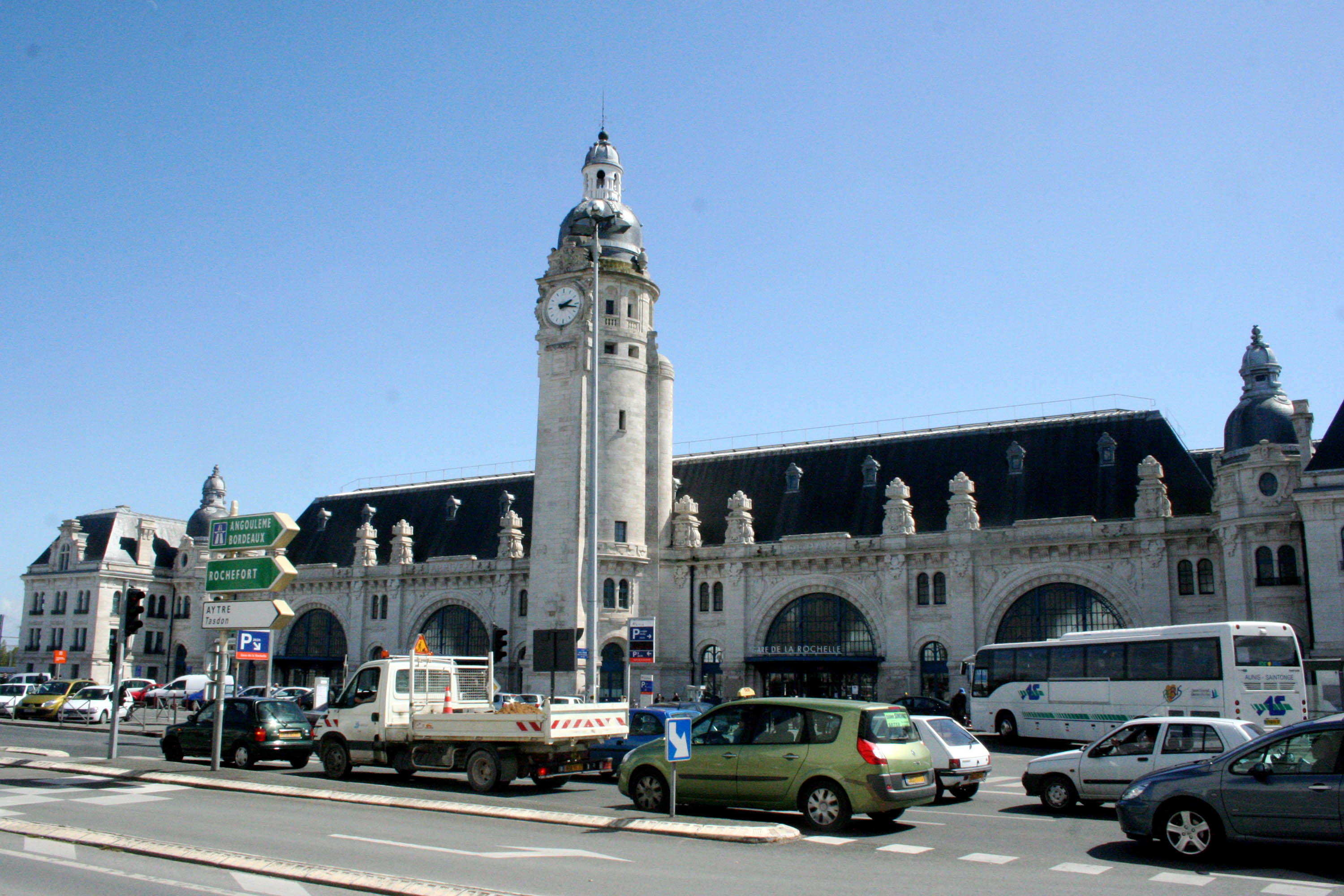
Вокзал Ла-Рошелі
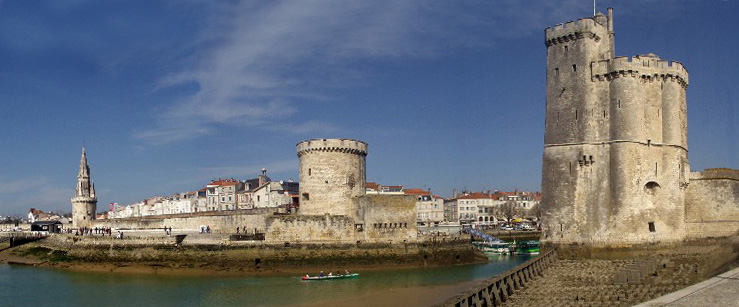
Фортечні вежі Ла-Рошелі.
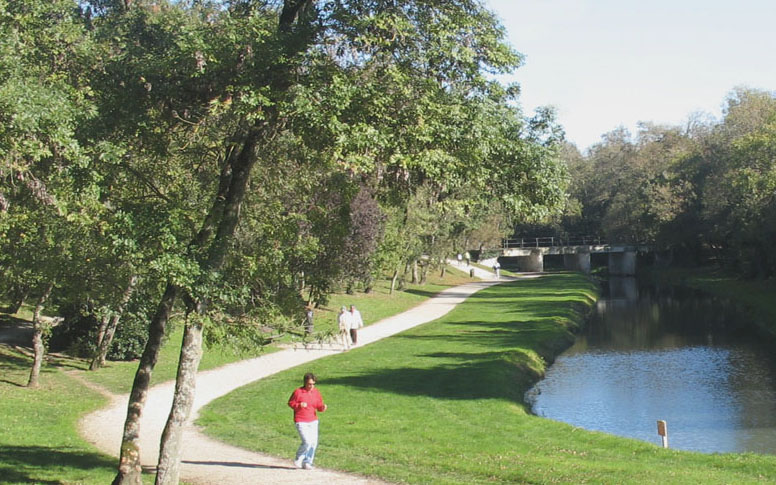
Парк Шаруїє
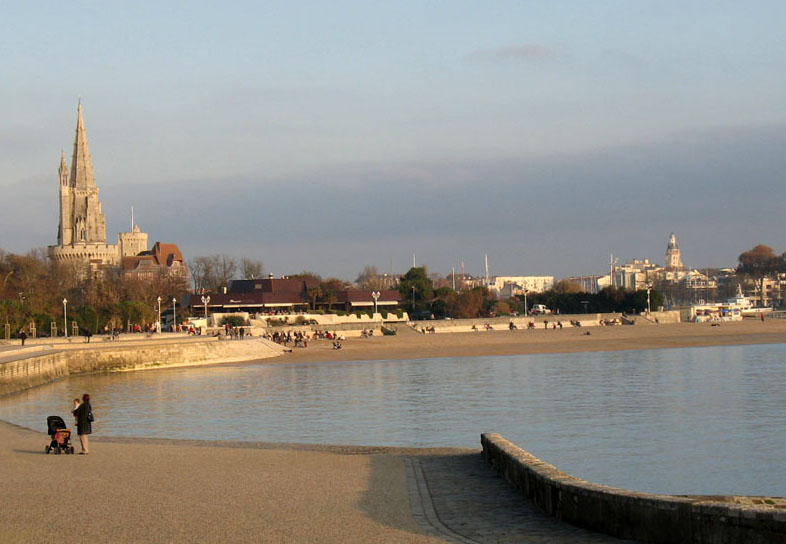
Пляж де ла Конкюранс
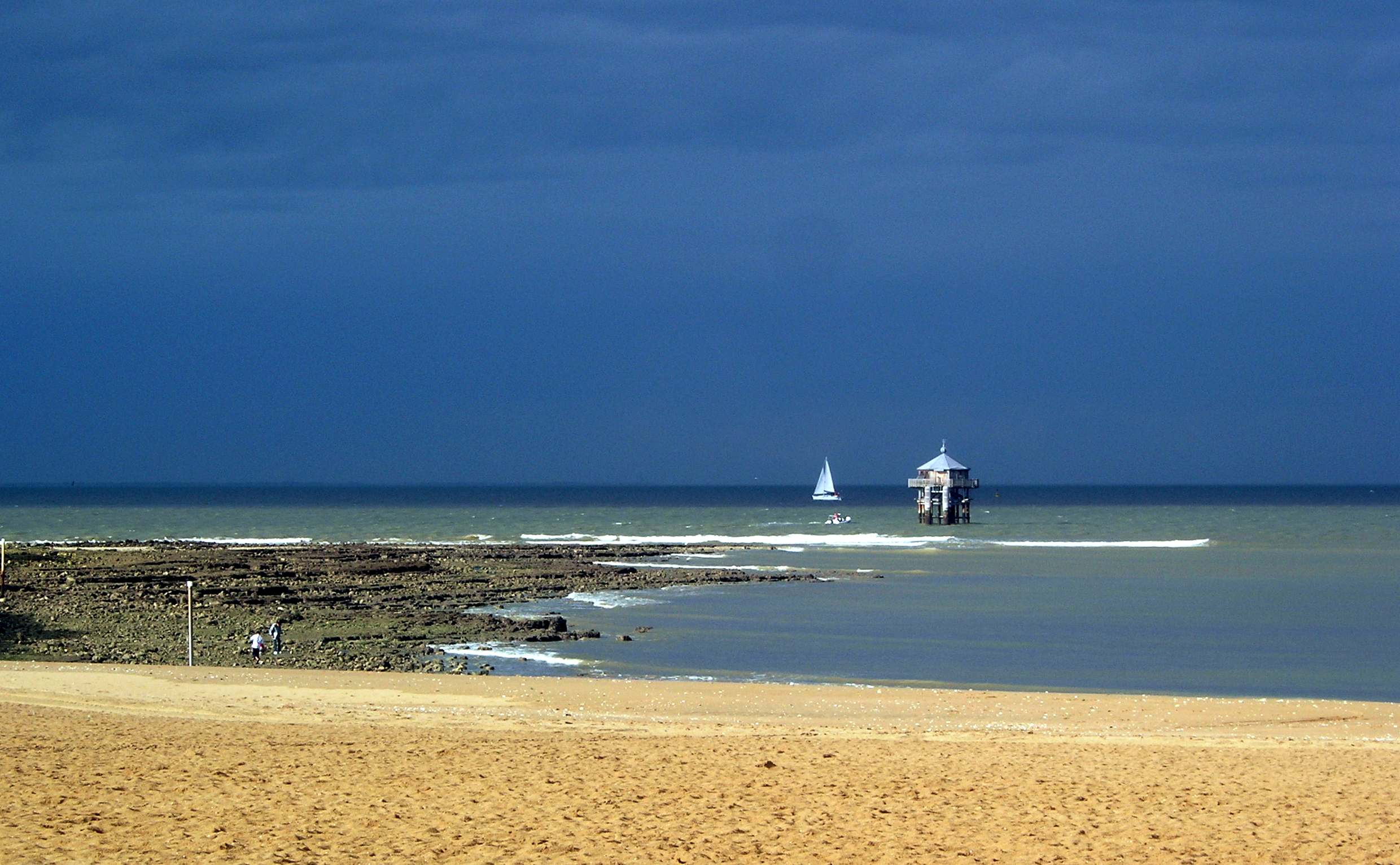
Маяк "На краю світу"
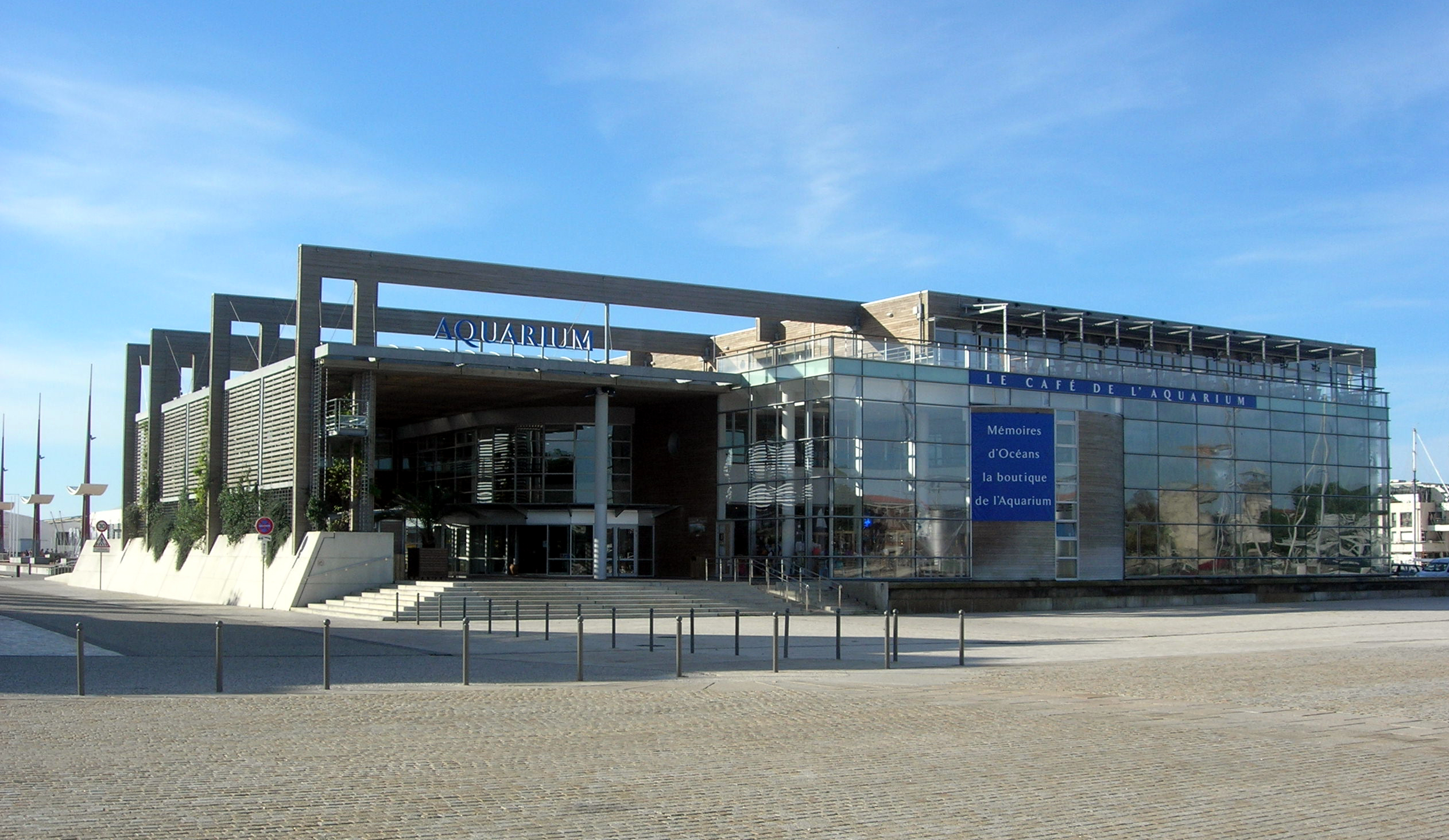
Акваріум у Ла-Рошелі

## Персоналії
- Поль Андреота (1917—2007) — французький письменник та сценарист.